# Kodliwad, Parasgad
Kodliwad là một làng thuộc tehsil Parasgad, huyện Belgaum, bang Karnataka, Ấn Độ.